# Jacques Rougeot
Jacques Rougeot (* 13. Juni 1938; † 19. Juli 2021) war ein französischer Literaturhistoriker und Politiker. Er positionierte sich am rechten Rand des Gaullismus.

## Leben
Rougeot war Professor für französische Sprache an der Universität Paris IV. 1969 gehörte er zu den Gründern der Union nationale inter-universitaire, einer Organisation von Professoren, Lehrern, Studenten und Gymnasiasten, die sich für die Verbreitung der Ideen der gaullistischen Rechten im Bildungswesen einsetzt. 1981 gehörte er zu den Gründern des Mouvement Initiative et Liberté, dessen erster Präsident er war. Diese führte die Tradition des Service d’action civique weiter, einer Vereinigung von Gaullisten zur Mobilisierung gegen politische Gegner, die von François Mitterrand aufgelöst worden war. Das MIL kritisierte die Wirtschafts- und Gesellschaftsreformen der Regierung Mitterrand aufs Schärfste und warb öffentlich für eine politische Kehrtwende. Rougeot blieb bis 1986 Präsident der Bewegung und wurde dann von André Decocq abgelöst. In den 1980er Jahren schrieb er auch Artikel für die Zeitschrift Contrepoint, die vom rechtsgerichteten Club de l’Horloge herausgegeben wird.
| Personendaten    | Personendaten                                   |
| ---------------- | ----------------------------------------------- |
| NAME             | Rougeot, Jacques                                |
| KURZBESCHREIBUNG | französischer Literaturhistoriker und Politiker |
| GEBURTSDATUM     | 13. Juni 1938                                   |
| STERBEDATUM      | 19. Juli 2021                                   |